# 塞氏厲蟎
塞氏厲蟎（学名：Laelaps sedlaceki）为厲蟎科厲螨屬下的一个种。